# Randy Brown
Randy Brown (Chicago, 22 de Maio de 1968) é uma antigo jogador americano de basquetebol e antigo treinador dos Chicago Bulls da National Basketball Association (NBA). Brown foi um base que jogou pela Universidade de New Mexico State e pela Universidade de Houston.

## Carreira Profissional
Brwon foi selecionado na segunda ronda do draft da NBA de 1991  pelos Sacramento Kings. Jogou quatro temporadas em Sacramento, conseguindo 1349 pontos, mas tornou-se conhecido pela sua passagem pelos Chicago Bulls.
Brwon assinou pelos Bulls em 1995, e fez parte da equipa que venceu o segundo tricampeonato (entre 1996 e 1998). Um dos favoritos dos fãs, Brown também foi dos poucos veteranos que ficou nos Bulls depois da greve de 1998/99. Com a ausência de Michael Jordan, Scottie Pippen e Dennis Rodman, tornou-se um titular a tempo inteiro e conseguiu médias de 8.8 pontos, 3.8 assistências e 3.4 ressaltos (tudo máximos de carreira) durante a temporada de 1998/99. Depois de mais um ano nos Bulls, Brown teve breves passagens pelos Boston Celtics e Phoenix Suns, e retirou-se da NBA em 2003 com 3148 pontos e 1420 assistências na carreira.

## Carreira de Treinador
Em Julho de 2009, Brown foi contratado pelos Bulls como diretor do desenvolvimento de jogadores. No ano seguinte, foi nomeado assistente especial do diretor geral. Em 2013, foi promovido a diretor geral assistente. Em 2017, vieram à tona notícias de problemas entre jogadores e administração que em larga medida devia-se a um infiltrado que reportava as atividades dos jogadores no balneário para a administração. Foi especulado que Randy Brown seria essa pessoa.

## Estatísticas na NBA
| † | Campeão da NBA |

### Temporada regular
| Temporada | Equipa           | PJ  | PT  | MPJ  | AP   | 3P   | LL   | RT  | AS  | BR  | TO  | PPJ |
| --------- | ---------------- | --- | --- | ---- | ---- | ---- | ---- | --- | --- | --- | --- | --- |
| 1991/92   | Sacramento Kings | 56  | 0   | 9.6  | .456 | .000 | .655 | 1.2 | 1.1 | 0.6 | 0.2 | 3.4 |
| 1992/93   | Sacramento Kings | 75  | 31  | 23.0 | .463 | .333 | .732 | 2.8 | 2.6 | 1.4 | 0.5 | 7.6 |
| 1993/94   | Sacramento Kings | 61  | 2   | 17.1 | .438 | .000 | .609 | 1.8 | 2.2 | 1.0 | 0.2 | 4.5 |
| 1994/95   | Sacramento Kings | 67  | 2   | 16.2 | .432 | .298 | .671 | 1.6 | 2.0 | 1.5 | 0.3 | 4.7 |
| 1995/96   | Chicago Bulls †  | 68  | 0   | 9.9  | .406 | .091 | .609 | 1.0 | 1.1 | 0.8 | 0.2 | 2.7 |
| 1996/97   | Chicago Bulls †  | 72  | 3   | 14.7 | .420 | .182 | .679 | 1.5 | 1.8 | 1.1 | 0.2 | 4.7 |
| 1997/98   | Chicago Bulls †  | 71  | 6   | 16.2 | .384 | .000 | .718 | 1.3 | 2.1 | 1.0 | 0.2 | 4.1 |
| 1998/99   | Chicago Bulls    | 39  | 32  | 29.2 | .414 | .000 | .757 | 3.4 | 3.8 | 1.7 | 0.2 | 8.8 |
| 1999/00   | Chicago Bulls    | 59  | 55  | 27.5 | .361 | .500 | .738 | 2.4 | 3.4 | 1.0 | 0.3 | 6.4 |
| 2000/01   | Boston Celtics   | 54  | 35  | 22.9 | .422 | .000 | .575 | 1.8 | 2.9 | 1.1 | 0.2 | 4.1 |
| 2001/02   | Boston Celtics   | 1   | 0   | 6.0  | .000 |      |      | 0.0 | 2.0 | 0.0 | 1.0 | 0.0 |
| 2002/03   | Phoenix Suns     | 32  | 0   | 8.2  | .372 |      | .750 | 0.8 | 1.1 | 0.5 | 0.1 | 1.3 |
| Carreira  |                  | 655 | 169 | 17.6 | .417 | .200 | .691 | 1.8 | 2.2 | 1.1 | 0.2 | 4.8 |

### Playoffs
| Ano      | Equipa          | PJ | PT | MPJ | AP   | 3P   | LL   | RT  | AS  | BR  | TO  | PPJ |
| -------- | --------------- | -- | -- | --- | ---- | ---- | ---- | --- | --- | --- | --- | --- |
| 1995/96  | Chicago Bulls † | 16 | 0  | 7.0 | .571 | .500 | .750 | 0.6 | 0.4 | 0.3 | 0.1 | 2.8 |
| 1996/97  | Chicago Bulls † | 17 | 0  | 5.8 | .300 |      | .600 | 0.6 | 0.4 | 0.5 | 0.1 | 1.2 |
| 1997/98  | Chicago Bulls † | 14 | 0  | 5.1 | .167 |      | .833 | 0.6 | 0.6 | 0.1 | 0.0 | 0.6 |
| Carreira |                 | 47 | 0  | 6.0 | .386 | .500 | .739 | 0.6 | 0.5 | 0.3 | 0.1 | 1.6 |